# Резня 1951 года в Албании
Резня 1951 года в Албании (алб. Masakra e 1951 në Shqipëri) — бессудное убийство в НРА 22 представителей албанской интеллигенции и предпринимательства 25 февраля—26 февраля 1951 года. Совершена Сигурими по решению Политбюро ЦК компартии Албании. Предлогом для акции послужил взрыв на территории советского посольства, организованный подпольщиками-антикоммунистами. В результате были физически ликвидированы влиятельные деятели, способные консолидировать оппозицию режиму. В 1991 году погибшие были официально признаны невиновными, в 2008 году посмертно награждены орденом «Честь нации».

## Контекст
В 1944 году к власти в Албании пришла коммунистическая партия; с 1948 — Албанская партия труда (АПТ) во главе с Энвером Ходжей. Был установлен сталинистский режим, самый жёсткий в Восточной Европе. Политические противники и «буржуазные элементы» подвергались репрессиям тайной полиции Сигурими. Были подавлены антикоммунистические выступления в Малесии-э-Мади (Восстание Коплику Леша Мараши, Кельмендское восстание Прека Цали — январь 1945), Шкодере (Пострибское восстание Османа Хаджии—Юпа Казази — сентябрь 1946), Тепелене (Восстание Жапокики Байрама Камбери—Джемаля Брахими), Мирдите (группа Kapidani — август 1949).
В 1948 году, после советско-югославского раскола, была проведена партийная чистка, репрессированы коммунисты-«титовцы» во главе с Кочи Дзодзе и Панди Кристо. Албания безоговорочно следовала в фарватере сталинского СССР. Советский посол в Албании Дмитрий Чувахин принадлежал к самым влиятельным политикам страны.
Сопротивление режиму к началу 1950-х было в целом подавлено. Организованная оппозиция действовала в основном в эмиграции, хотя пыталась забрасывать в Албанию боевиков-парашютистов. В 1949 году был создан Национальный комитет «Свободная Албания» — объединение антикоммунистической эмиграции, в котором ведущую роль играли националисты из Балли Комбетар.
Резкий слом патриархальных порядков, социальные программы, финансируемые за счёт советской экономической помощи, обеспечивали режиму значительную поддержку. В то же время, однопартийное правление коммунистов, огосударствление экономики, преследования религии, репрессии Сигурими вызывали широкое недовольство в стране. Существовали подпольные организации, некоторые поддерживали тайную связь со «Свободной Албанией».

## Антикоммунистическое подполье

### Организация и агитация
В 1949 году была создана подпольная антикоммунистическая организация Фронт сопротивления. Многие её члены ранее служили в армии или полиции НРА. Поначалу они поддержали коммунистов, но быстро порвали с режимом Ходжи. Лидер организации Сейфула Шима успел побывать даже секретарём парторганизации. Хюсен Лула был недавно уволен из МВД, Казим Лачи отправлен в отставку с армейской офицерской должности и переведён на службу в полицейскую охрану диппредставительств. Али Вогли и Рустем Тачи находились на действительной армейской службе. Другие активисты представляли мелкий бизнес (торговец лимонадом Зенель Рика) и техническую интеллигенцию (физик Марк Зефи).
В ноябре 1950 Фронт сопротивления был переименован в Национальное единство. Организация позиционировалось как подразделение «Свободной Албании». Была выпущена листовка-манифест «К албанскому народу!» Авторы призывали албанцев к войне за свободу.

Всего 6 лет назад наш маленький храбрый народ одержал победу над фашистскими захватчиками — к восхищению демократического и свободного мира. Но победа украдена Коммунистической партией.

Рабочие, крестьяне, граждане, люди всей Албании! Коммунистическое правительство в Тиране попирает народные интересы. Оно служит не албанцам, а своим хозяевам из московского Кремля. Оно превращает Албанию в колонию России. Оно ввергает нацию в муки, голод и нищету. Оно покрыло нашу страну тюрьмами и концлагерями.

Вступайте в ряды организации «Национальное единство», которая с помощью и под руководством Комитета «Свободная Албания» борется за освобождение нашей страны от коммунистического рабства, против предателей из тиранского правительства, за свободу, демократию, хлеб. Не бойтесь коммунистов — они обречены исчезнуть с лица Земли.

Да здравствует албанский народ!

Из текста видно, что албанские коммунистические власти воспринималась подпольщиками как советская агентура в Албании.

### Взрыв в советском посольстве
Вечером 19 февраля 1951 года, во время дежурства Казима Лачи, Хюсен Лула бросил самодельную бомбу в здание посольства СССР. Жертв и серьёзных разрушений взрыв не принёс, были лишь выбиты стёкла в нескольких окнах. Казим Лачи был арестован через несколько часов и почти сразу казнён. Хюсен Лула был убит в столкновении агентами Сигурими несколько дней спустя.
Активисты «Национального единства» планировали бежать в Югославию, но в марте-апреле 1951 были схвачены Сигурими. Некоторые из них, подобно Луле, оказали сопротивление и погибли в перестрелках.
9 октября 1951 года военный суд вынес 14 приговоров. Пять человек — Сейфула Шима, Казим Лачи, Али Вогли, Рустем Тачи, Зенель Рика — были расстреляны. Пять человек, в том числе Марк Зефи, получили сроки от 5 до 25 лет в тюрьмах и трудовых лагерях. Три человека направлялись на 15-месячные принудительные работы. Один из подсудимых был оправдан.
Устойчиво держится версия, согласно которой акцию Лулы и Лачи целенаправленно спровоцировала Сигурими, дабы получить предлог для репрессий. При этом обращается внимание на юношескую горячность 20-летнего Лулы — яростного антикоммуниста, стремившегося к действию. Ситуация часто сравнивается с убийством Кирова.

## Подготовка резни

### Партийное решение
20 февраля 1951 года состоялось экстренное заседание политбюро ЦК АПТ. Председательствовал Энвер Ходжа (первый секретарь ЦК, премьер-министр), основной доклад делал Мехмет Шеху (партийный куратор карательных органов, министр внутренних дел). Присутствовали также Тук Якова (вице-премьер), Хюсни Капо (вице-премьер), Бедри Спахиу (генеральный прокурор), Бекир Балуку (командующий армией), Гого Нуши (председатель городского собрания Тираны), Спиро Колека (председатель албанского Госплана), Лири Белишова (партийный куратор молодёжного движения).
Шеху предложил применить чрезвычайные репрессивные меры, «независимо от действующего законодательства». Он высказался за арест 100—150 человек, с тем, чтобы 15—20 из них были казнены. Все члены политбюро, начиная с Ходжи, высказали полное согласие. Расследование теракта ещё только начиналось, но партийное руководство заранее приняло решение «назначить виновных» и дало соответствующее поручение Сигурими.
Расстрельные списки составили начальники трёх управлений «Сигурими» — майор Пило Шанто, капитан Расим Дедья, майор Эдип Чучи. Окончательный отбор жертв осуществил Мехмет Шеху при участии своих заместителей Кадри Хазбиу и Михалака Зичишти.

### Расстрельный список
В следующие дни были арестованы 22 человека. Все они принадлежали к столичной интеллигенции и предпринимателям:
- Йонуз Кацели, коммерсант
- Али Кёралиу, политик-республиканец, правовед
- Антон Дельхюса, строитель, преподаватель
- Гён Темали, фармацевт
- Фадиль Диздари, библиотекарь, книготорговец
- Гафур Егени, офицер, участник боёв с итальянскими оккупантами
- Муфтар Егени, офицер, участник боёв с немецкими оккупантами
- Хаки Кодра, коммерсант
- Хекуран Трока, коммерсант
- Лука Рашкович, инженер-автомобилист, предприниматель
- Мануш Пешкепиа, поэт
- Мехмет Али Шкупи, теплотехник
- Нико Лезо, химик
- Пандели Нова, коммерсант
- Петро Кономи, телеграфист
- Тефик Шеху, экономист, правовед
- Зюнди Херри, журналист
- Пьеррин Гуразиу, экономист, спортсмен
- Тома Катунди, инженер
- Реиз Сельфо, коммерсант, строительный менеджер
- Кемаль Касарухо, экономист
- Сабиха Касимати, биолог (первая албанка, получившая высшее образование, школьная подруга Энвера Ходжи)

Никто из этих людей не имел никакого отношения к Фронту сопротивления/Национальному единству и взрыву в советском посольстве. Но никто из них не скрывал антикоммунистических взглядов и оппозиционности. Они являлись интеллектуальной элитой Албании, пользовались уважением и авторитетом в стране. Некоторые из них — Кацели, Кёралиу, братья Егени — имели опыт политической деятельности или военной службы.
Составители списков «Сигурими» даже не утверждали, будто арестованные причастны к взрыву в советском посольстве — зато подчёркивали исходящую от них политическую опасность. Эти оценки повторил в обвинительном заключении от 25 февраля военный прокурор Сири Чарчани. При этом Чарчани признавал, что не имел никаких доказательств или хотя бы свидетельств конкретной виновности этих людей в теракте 19 февраля. Заключение содержало лишь шаблонные обвинения в «создании террористической организации» и связях с «англо-американскими империалистами». Эти же тезисы были воспроизведены впоследствии в судебных решениях, принятых задним числом.
Были арестованы также многие родственники и друзья людей из «22-х». Тюремное содержание контролировал лично Шеху.

## Бессудная казнь
Первым 25 февраля 1951 погиб Йонуз Кацели. В кабинете следователя он атаковал и избил Мехмета Шеху, взявшегося его допрашивать. На помощь министру внутренних дел пришёл капитан Дедья. В завязавшейся драке Кацели был убит. Официально заявлялось, что он выбросился из окна, реально мог быть выброшен.
Остальные арестованные были расстреляны в ночь на 26 февраля 1951 года и скрыты в общей могиле на берегу реки Эрзен близ Тираны. В тот же день Народное собрание утвердило чрезвычайный закон «о борьбе с терроризмом», практически отменявший какие-либо юридические процедуры при соответствовавших обвинениях. Мехмет Шеху приветствовал наделение Сигурими безграничными полномочиями.
Формальное решение военного суда, утвердившего смертные приговоры, состоялось 5 марта 1951, более чем через неделю после убийства. На момент совершения расправы она была незаконной даже по формальным нормативным актам НРА. Возражения против бессудной казни звучали даже в министерстве юстиции и Верховном суде. Расстрел 22 человек являлся актом государственного терроризма и властного произвола. Теракт в советском посольстве использовался как предлог для политической расправы. Партийно-государственная верхушка устранила потенциальных организаторов оппозиции. 
Возник повод и для чистки аппарата, особенно силового. Через неделю погиб при сомнительных обстоятельствах начальник полиции Сали Ормени. Вскоре был арестован и осуждён начальник армейского политуправления, бывший директор Сигурими Бекир Ндоу.
В апреле 1956 года на апрельской партконференции в Тиране подверглась разгрому и оппозиция внутрипартийная. Была отвергнута линия XX съезда КПСС, укрепилась сталинистская диктатура Ходжи.

## Реабилитация и награждение
В 1991 году, в ходе демонтажа коммунистического режима в Албании, погибшие в февральской резне 1951 были официально признаны невиновными.

Эти люди любили родину, хотели свободы, принимали западные ценности... Об этом особенно важно вспомнить перед 100-летним юбилеем независимости.

Жозефина Топали, председатель Народного собрания Албании, 26 февраля 2012

В 2008 году президент Албании Бамир Топи издал указ об их посмертном награждении орденом «Честь нации».